# イリアス・アコマシュ
- イリアス・アコマック
- イリアス・アコマフ

イリアス・アコマシュ・シャクル（Ilias Akhomach Chakkour、2004年4月16日 - ）は、スペイン・カタルーニャ州エルス・オスタレツ・デ・ピエロラ出身のサッカー選手。ラ・リーガ・ビジャレアル所属。モロッコ代表。ポジションはFW。

## クラブ経歴
2021年11月20日、RCDエスパニョールとのバルセロナダービーにてFCバルセロナでのトップチームデビューを果たした。
2022-23シーズン終了後、契約満了でバルセロナを退団し、3年契約でビジャレアルCFに加入した。

## タイトル

### 代表
U-23モロッコ代表
- パリオリンピック銅メダル: 2024